# 梅里達學生隊
梅里達學生隊(西班牙語：Estudiantes de Mérida)是委內瑞拉的職業足球俱樂部，1971年成立。總部位於委內瑞拉梅里達。它在委內瑞拉的足球比賽中表現出色，並參加過南美解放者杯、南美球會盃、北方共同市場盃等國際賽事，並在多個地區和國家比賽中獲得冠軍。根據IFFHS，它被認為是20世紀最好的委內瑞拉隊。